# Bridgman, Michigan
Bridgman är en ort i Berrien County i Michigan. Vid 2020 års folkräkning hade Bridgman 2 096 invånare.